# Horî-Strîiovețki, Zbaraj
Horî-Strîiovețki (în ucraineană Гори-Стрийовецькі) este un sat în comuna Maksîmivka din raionul Zbaraj, regiunea Ternopil, Ucraina.

## Demografie
Componența lingvistică a localității Horî-Strîiovețki
     Ucraineană (97,49%)
     Rusă (2,01%)
     Alte limbi (0,5%)
Conform recensământului din 2001, majoritatea populației localității Horî-Strîiovețki era vorbitoare de ucraineană (97,49%), existând în minoritate și vorbitori de rusă (2,01%).